# FC Sibiu
Fotbal Club Sibiu, cunoscut sub numele de FC Sibiu, sau pe scurt Sibiu, a fost un club de fotbal din municipiul Sibiu fondat în 2003 și desființat în 2007. Ultima dată a activat în sezonul 2006–07 a Ligii a III-a.

## Istoric
FC Sibiu a fost înființată în vara anului 2003, la inițiativa primarului de atunci al municipiului Sibiu, Klaus Iohannis, viitorul președinte al României, și a omului de afaceri Werner Keul, pentru a continua tradiția fotbalului sibian după desființarea echipelor Inter Sibiu și Șoimii Sibiu în 2001.

## Foști jucători
- Raul Costin
- Florin Filip
- Emil Ștef
- Lucian Cotora
- Alexandru Curtean
- Claudiu Buican
- Ovidiu Tâlvan
- Doru Dudiță
- Corfar Cristian
- Cosmin Curiman
- Răzvan Dâlbea
- Antoniu Sintimbrean
- Mihai Buican
- Bogdan Fărcaș
- Lucian Tarcea
- Radu Neguț
- Tudor Mihail
- Marius Pistol
- Claudiu Moldovan
- Eugen Beza
- Liviu Pătru
- Tudor Codrin

## Foști antrenori
- Jean Gavrilă
- Mihail Marian
- Lucian Burchel
- Adrian Văsâi